# 어업인의 날
어업인의 날은 수산업법에 의거 국가와 지방자치단체가 어업인의 위상을 확립하고 권익을 향상시키기 위한 행사를 매년 4월 1일에 개최하는 대한민국의 기념일이다.

## 연혁
어업인의 날은 1969년 4월 1일 제정된 뒤 1973년 권농의 날과 통합됐다. 1996년 농어업인의 날(11월 11일)로 바뀌었고, 이듬해 바다의 날(5월 31일)에 어업인이 참여하는 형태로 또 변경되었다. 2011년 공포된 수산업법에 관련 규정이 추가되어 39년 만에 어업인의 날이 부활되었다.

## 법적 근거
2011년 7월 25일 공포된 수산업법 제3조의2(어업인의 날)에 근거를 두고 있다. 동 조의 시행일은 2011년 10월 26일이다.
```
제3조의2(어업인의 날) ① 어업인의 위상을 확립하고 권익을 향상시키기 위하여 매년 4월 1일을 어업인의 날로 한다.
② 국가와 지방자치단체는 어업인의 날 취지에 적합한 기념행사를 개최할 수 있다.
③ 제2항에 따른 어업인의 날 기념행사에 필요한 사항은 농림수산식품부령으로 정한다.
[본조신설 2011.7.25]
```

## 행사 내용

### 어업인의 날 행사
어업인의 날을 기념하기 위하여 국가와 지방자치단체는 다음 각 호의 행사를 개최할 수 있다.
- 기념행사
- 연구 발표 및 국제교류행사
- 유공자 및 유공단체에 대한 격려
- 대중매체 등을 통한 홍보
- 그 밖에 범국민적 관심을 높이기 위한 행사

### 기념행사 개최 시기
어업인의 날 기념행사는 매년 4월 1일에 개최하는 것을 원칙으로 한다. 다만, 4월 1일이 주말이나 공휴일인 경우에는 그 개최 시기를 조정할 수 있다.

## 제1회 어업인의 날 행사
제1회 어업인의 날 행사는 2012년 3월 30일 일산 킨텍스에서 개최될 예정이다. 행사는 어업인의 날 행사추진위원회가 주관한다.

## 같이 보기
- 대한민국의 기념일